# カルチョ・スキャンダル
カルチョ・スキャンダル (Calcio Scandal) とは、2006年5月に発覚したイタリアサッカー界の一大スキャンダルのこと。カルチョーポリ (Calciopoli, 「サッカー」を意味する Calcio と「疑獄事件」を意味する Tangentopoli からの造語）とも呼ばれる。

## 概要
ユヴェントスのルチアーノ・モッジ元ゼネラルマネージャー (GM) やアントニオ・ジラウド元最高経営責任者 (CEO) らが主犯格とされ、審判選出で有利になるように責任者と癒着していた。また、イタリアサッカー連盟 (FIGC) の元会長であるフランコ・カラーロや審判協会 (AIA) の元会長であるトゥーリオ・ラネーゼもこれに協力していたとされる。ユヴェントスの他にも ACミラン、フィオレンティーナ、ラツィオ、レッジーナに勝ち点減点のペナルティが課された。

### スキャンダル発覚
2005年頃から多くの不正疑惑が浮上するようになる。
2006年4月、2004-05シーズンの審判選出に関してイタリアサッカー連盟 (FIGC) に圧力をかけることで、ユヴェントスに有利な判定を引き出したことや、他チームの試合結果を操作したことなどが盗聴により明るみに出て、ガゼッタ・デロ・スポルトが大きく報道。イタリアサッカー界を揺るがす大スキャンダルへと発展し、選手の自宅も含めた家宅捜索が頻繁に行われた。
2005-06シーズン終了後、モッジやジラウドら主犯格とされた人物が次々と辞任し、カラーロやラネーゼをはじめとした FIGC 関係者や AIA 関係者、審判員が次々にイタリアサッカー界から去っていった。

### 影響
主力選手（特にイタリア代表）の海外移籍が行われ、ファビオ・カンナヴァーロやジャンルカ・ザンブロッタ（共に元ユヴェントス）などがスペインに新天地を求め、イタリアサッカーのレベルの低下が懸念された。また、同じく元ユヴェントスのズラタン・イブラヒモビッチやパトリック・ヴィエラらがライバルのインテル・ミラノへ移籍し、クラブ間の戦力差も拡大した。また、不正があったとされる2004-05/2005-06シーズンのユヴェントスのスクデットは剥奪され、これにより2004-05シーズンは1926年に八百長疑惑でトリノが優勝を剥奪されて以来の優勝クラブなしとなり、2005-06シーズンはインテルの繰り上げ優勝となった。これ以降セリエAはインテルの独擅場が続き、繰り上げ分も含めて2005-06シーズンから2009-10シーズンまでセリエAにおいて5連覇を達成した。

## 検察側の求刑内容

### クラブチーム
- ユヴェントス : セリエAからセリエBへの降格、2006-07シーズンを勝ち点マイナス9からスタート、2004-05/2005-06シーズンのスクデット剥奪
- フィオレンティーナ : 2006-07シーズンを勝ち点マイナス15からスタート
- レッジーナ : フィオレンティーナと同じ
- ACミラン : 2006-07シーズンを勝ち点マイナス8からスタート
- ラツィオ : 2006-07シーズンを勝ち点マイナス3からスタート

### クラブ関係者
- ルチアーノ・モッジ（元ユヴェントス GM）: 活動禁止5年、罰金5,000ユーロ
- アントニオ・ジラウド（元ユヴェントス CEO）: 活動禁止5年、罰金5,000ユーロ
- アドリアーノ・ガッリアーニ（ミラン副会長）: 活動禁止2年
- レオナルド・メアーニ（元ミラン審判係）: 活動禁止5年、罰金5,000ユーロ
- ディエゴ・デッラ・ヴァッレ（フィオレンティーナ名誉会長）: 活動禁止5年、罰金5,000ユーロ
- アンドレア・デッラ・ヴァッレ（フィオレンティーナ会長）: 活動禁止5年、罰金5,000ユーロ
- サンドロ・メンクッチ（フィオレンティーナ代表取締役）: 活動禁止5年、罰金5,000ユーロ
- クラウディオ・ロティート（ラツィオ会長）: 活動禁止5年、罰金5,000ユーロ

### FIGC 関係者、AIA 関係者、審判員
- フランコ・カラーロ（元FIGC会長）: 活動禁止5年、罰金5,000ユーロ
- イノチェンツォ・マッツィーニ（元FIGC副会長）: 活動禁止5年、罰金5,000ユーロ
- コジモ・マリア・フェッリ（元FIGC裁判官）: 無罪
- トゥーリオ・ラネーゼ（元AIA会長）: 活動禁止5年、罰金5,000ユーロ
- パオロ・ベルガモ（元AIA審判決定係）: 活動禁止5年、罰金5,000ユーロ
- ピエルルイジ・パイレット（元AIA審判決定係）: 活動禁止5年、罰金5,000ユーロ
- ジェンナーロ・マッツェイ（元AIA審判決定係）: 活動禁止2年
- ピエトロ・インガルジョーラ（元AIA監査役）: 活動禁止1年
- パオロ・ベルティーニ（審判員）: 活動禁止5年
- マッシモ・デ・サンティス（審判員）: 活動禁止5年、罰金5,000ユーロ
- パオロ・ドンダリーニ（審判員）: 活動禁止5年
- ファブリツィオ・バビーニ（審判員）: 活動禁止1年
- ドメニコ・メッシーナ（審判員）: 活動禁止5年
- ジャンルカ・パパレスタ（審判員）: 活動禁止1年
- ジャンルカ・ロッキ（審判員）: 活動禁止5年
- パスクァーレ・ロドモンティ（審判員）: 活動禁止5年
- パオロ・ターリアヴェント（審判員）: 活動禁止5年
- クラウディオ・プッリージ（審判員）: 活動禁止1年

## 第一審判決

### クラブチーム
- ユヴェントス : セリエC1 へ降格、2006-07シーズンを勝ち点マイナス30からスタート、2004-05/2005-06シーズンのスクデット剥奪、罰金8万ユーロ。
- ACミラン : 2005-06シーズンの勝ち点から44ポイント剥奪（これにより2位から7位へ転落）、2006-07シーズンを勝ち点マイナス15からスタート、罰金3万ユーロ。
- フィオレンティーナ : セリエB へ降格、2006-07シーズンを勝ち点マイナス12からスタート、罰金5万ユーロ
- ラツィオ : セリエB へ降格、2006-07シーズンを勝ち点マイナス7からスタート、罰金4万ユーロ

### クラブ関係者
- ルチアーノ・モッジ（元ユヴェントス GM）: 活動禁止5年、罰金5万ユーロ、除名の提案
- アントニオ・ジラウド（元ユヴェントス CEO）: 活動禁止5年、罰金2万5,000ユーロ、除名の提案
- アドリアーノ・ガッリアーニ（AC ミラン副会長）: 活動禁止1年
- レオナルド・メアーニ（元 AC ミラン審判係）: 活動禁止3年6月
- ディエゴ・デッラ・ヴァッレ（フィオレンティーナ名誉会長）: 活動禁止4年、罰金3万ユーロ
- アンドレア・デッラ・ヴァッレ（フィオレンティーナ会長）: 活動禁止3年6月、罰金2万ユーロ
- サンドロ・メンクッチ（フィオレンティーナ代表取締役）: 活動禁止3年6月、罰金1万ユーロ
- クラウディオ・ロティート（ラツィオ会長）: 活動禁止3年6月、罰金4万ユーロ

### FIGC 関係者、AIA 関係者、審判員
- フランコ・カッラーロ（FIGC元会長）: 活動禁止4年6月
- イノチェンツォ・マッツィーニ（FIGC元副会長）: 活動禁止5年
- コジモ・マリア・フェッリ（FIGC元裁判官）: 無罪
- トゥーリオ・ラネーゼ（AIA元会長）: 活動禁止2年6月
- パオロ・ベルガモ（AIA元審判決定係）: 管轄外（FIGC名簿から自分の名前を削除したため）
- ピエルルイジ・パイレット（同上）: 活動禁止2年6月
- ジェンナーロ・マッツェイ（同上）: 活動禁止1年
- ピエトロ・インガルジョーラ（AIA元監査役）: 訓戒処分
- パオロ・ベルティーニ（審判員）: 無罪
- マッシモ・デ・サンティス（審判員）: 活動禁止4年6月
- パオロ・ドンダリーニ（審判員）: 活動禁止3年6月
- ファブリツィオ・バビーニ（審判員）: 活動禁止1年
- ドメニコ・メッシーナ（審判員）: 無罪
- ジャンルカ・パパレスタ（審判員）: 活動禁止3月
- ジャンルカ・ロッキ（審判員）: 無罪
- パスクァーレ・ロドモンティ（審判員）: 無罪
- パオロ・ターリアヴェント（審判員）: 無罪
- クラウディオ・プッリージ（審判員）: 活動禁止1年

## 第二審判決

### クラブチーム
- ユヴェントス：セリエB へ降格、2006-07シーズンを勝ち点マイナス17からスタート、2004-05/2005-06シーズンのスクデット剥奪、2006-07シーズンのホームゲーム3試合を中立地で開催、罰金12万ユーロ。
- ACミラン：2005-06シーズンの勝ち点から30ポイント剥奪（これにより2位から3位へ）、2006-07シーズンを勝ち点マイナス8からスタート、2006-07シーズンのホームゲーム1試合を中立地で開催、罰金10万ユーロ。
- フィオレンティーナ：2005-06シーズンの勝ち点から30ポイント剥奪（これにより4位から9位へ転落）、2006-07シーズンを勝ち点マイナス19からスタート、2006-07シーズンのホームゲーム2試合を中立地で開催、罰金10万ユーロ。
- ラツィオ：2005-06シーズンの勝ち点から30ポイント剥奪（これにより6位から 16位へ転落）、2006-07シーズンを勝ち点マイナス11からスタート、2006-07シーズンのホームゲーム3試合を中立地で開催、罰金10万ユーロ。

### クラブ関係者
- ルチアーノ・モッジ（元ユヴェントスGM）: 活動禁止5年、除名の提案
- アントニオ・ジラウド（元ユヴェントス CEO）: 活動禁止5年、除名の提案
- アドリアーノ・ガッリアーニ（AC ミラン副会長）: 活動禁止9月
- レオナルド・メアーニ（元 AC ミラン審判係）: 活動禁止2年6月
- ディエゴ・デッラ・ヴァッレ（フィオレンティーナ名誉会長）: 活動禁止3年
- アンドレア・デッラ・ヴァッレ（フィオレンティーナ会長）: 活動禁止3年6月
- サンドロ・メンクッチ（フィオレンティーナ代表取締役）: 活動禁止2年6月
- クラウディオ・ロティート（ラツィオ会長）: 活動禁止2年6月

### FIGC 関係者、AIA 関係者、審判員
- フランコ・カラーロ（FIGC元会長）: 罰金8万ユーロ
- イノチェンツォ・マッツィーニ（FIGC元副会長）: 活動禁止5年
- トゥーリオ・ラネーゼ（AIA元会長）: 活動禁止2年6月
- パオロ・ベルガモ（AIA元審判決定係）: 管轄外（FIGC名簿から自分の名前を削除したため）
- ピエルルイジ・パイレット（同上）: 活動禁止3年
- ジェンナーロ・マッツェイ（同上）: 活動禁止6月
- ピエトロ・インガルジョーラ（AIA元監査役）: 訓戒処分
- マッシモ・デ・サンティス（審判員）: 活動禁止4年
- ジャンルカ・パパレスタ（審判員）: 活動禁止3月
- ファブリツィオ・バビーニ（審判員）: 活動禁止6月
- クラウディオ・プッリージ（審判員）: 活動禁止6月

FIGC元裁判官コジモ・マリア・フェッリと、パオロ・ベルティーニ、パオロ・ドンダリーニ、ドメニコ・メッシーナ、ジャンルカ・ロッキ、パスクァーレ・ロドモンティ、パオロ・ターリアヴェントの各審判員は無罪

## 仲裁裁判判決
- ユヴェントス : セリエBで2006-07シーズンの勝ち点のペナルティが8ポイント取り消し、マイナス9に。
- ACミラン : 変更なし（マイナス8のまま）。
- フィオレンティーナ : 2006-07シーズンの勝ち点のペナルティが4ポイント取り消し、マイナス15に。
- ラツィオ : 2006-07シーズンの勝ち点のペナルティが8ポイント取り消し、マイナス3に。